# Яцкевич, Николай Прохорович
Николай Прохорович Яцкевич (21 мая 1898, дер. Фариново, ныне Полоцкий район, Витебская область — 28 января 1959, Москва) — советский военачальник, полковник (12 августа 1943).

## Начальная биография
Николай Прохорович Яцкевич родился 21 мая 1898 года в деревне Фариново ныне Полоцкого района Витебской области Белоруссии.

## Военная служба

### Первая мировая и гражданская войны
10 ноября 1916 года призван в ряды Русской императорской армии и направлен рядовым в 38-й пехотный запасной батальон, дислоцированный в Осташкове, в составе которого в мае 1917 года окончил учебную команду, после чего направлен в 3-й Кавказский стрелковый полк (3-я Кавказская стрелковая дивизия, Северо-Западный фронт), после чего принимал участие в боевых действиях в районе Риги. После введения выборности в армии Н. П. Яцкевич в октябре 1917 года избран командиром отделения 10-й роты этого же 3-го Кавказского стрелкового полка. В декабре 1917 года демобилизован.
12 октября 1918 года призван в ряды РККА и направлен в запасной телефонно-телеграфный дивизион, дислоцированный в Сокольниках (Москва), где в сентябре 1919 года назначен командиром отделения. 20 октября того же года переведён в 3-й маршевый телефонно-телеграфный дивизион, который вскоре передислоцировался в Тульский укреплённый район и по прибытии влился в отдельный дивизион связи, в составе которого служил командиром отделения и взвода и принимал участие в боевых действиях против войск под командованием А. И. Деникина. В апреле 1920 года отдельный дивизион связи был расформирован, а Н. П. Яцкевич переведён в 5-й стрелковый полк (20-я стрелковая дивизия), в составе которого назначен на должность командира взвода 10-й роты, после чего принимал участие в боевых действиях в районе города Борисов в ходе советско-польской войны.
В октябре 1920 года направлен на учёбу на 45-е Витебские пехотные командные курсы красных командиров, курсантом которых принимал участие в подавлении Кронштадтского восстания.

### Межвоенное время
После окончания курсов назначен на должность командира 2-й роты в составе 3-го отдельного батальона ЧОН (2-й Херсонский коммунистический полк), дислоцированной в городе Алёшки (Херсонская губерния), а после расформирования полка переведён командиром отдельного взвода ЧОН, дислоцированного в Каховке. С 20 декабря 1922 года служил командиром отдельной роты ЧОН — командующим частями особого назначения Днепровского уезда Херсонской губернии, а затем — командиром 4-й роты отдельного батальона ЧОН Одесской губернии.
В ноябре 1923 года направлен на учёбу Киевскую объединённую высшую военную школу, которую окончил в ноябре 1925 года, одновременно партийную школу 2 ступени при этой же школе, после чего направлен в пограничные войска и служил в 13-м Полоцком пограничном отряде на должностях командира маневренной группы и начальника заставы пограничной комендатуры 1-го пограничного участка.
В феврале 1928 года назначен на должность помощника коменданта по строевой и хозяйственной части 1-го пограничного участка 15-го Заславского пограничного отряда, в апреле 1929 года — на должность маневренной группы 16-го Койдановского пограничного отряда, а в марте 1930 года переведён в 14-й Плещаницкий пограничный отряд, в составе которого служил начальником маневренной группы и помощником начальника пограничного отряда по строевой части.
В октябре 1932 года Н. П. Яцкевич направлен на учёбу в Высшую пограничную школу в Москве, после окончания которой с ноября 1933 года служил командиром и комиссаром 70-го и 72-го железнодорожных полков (1-я железнодорожная бригада войск НКВД), дислоцированных в городах Александровск-на-Томи и Ворошилов-Уссурийский.
В 1936 году окончил два курса заочного обучения Военной академии имени М. В. Фрунзе.
В феврале 1938 года Н. П. Яцкевич был уволен из рядов РККА в запас, с 20 июля того же года находился под следствием органов НКВД и 15 ноября 1939 года был осуждён на три года лишения свободы, однако в феврале 1940 года освобождён по амнистии, восстановлен в кадрах армии и 20 февраля того же года направлен в военизированную охрану Народного комиссариата авиационной промышленности и назначен на должность командира 16-го отряда ВОХР по охране Центрального склада наркомата на станции Томилино (Московская губерния).
Постановлением Верховного Совета СССР от 24 мая 1941 года судимость с Н. П. Яцкевича была снята, а также полностью реабилитирован.

### Великая Отечественная война
В июле 1941 года майор Н. П. Яцкевич назначен на должность командира 503-го стрелкового полка (91-я стрелковая дивизия) после чего принимал участие в боевых действиях во время Смоленского сражения, в ходе которого попал в окружение в районе Смоленска. 18 июля майор Н. П. Яцкевич был ранен в районе Ярцево, а 27 августа — повторно ранен в районе деревне Балашово, после чего лечился в 654-м подвижном полевом госпитале в Вязьме и после выздоровления в октябре назначен офицером связи штаба Западного фронта, и в ходе Вяземской оборонительной операции 10 октября майор Н. П. Яцкевич при выполнении задания, находясь на самолёте У-2, был тяжело ранен во время воздушного боя, после чего лечился в госпитале в Иваново.
После выздоровления в декабре 1941 года назначен на должность старшего помощника начальника отдела боевой подготовки штаба Калининского фронта, в конце февраля 1942 года — на должность начальника штаба, а 29 марта — на должность командира 786-го стрелкового полка в составе 155-й стрелковой дивизии, которая вела оборонительные боевые действия в районе Нелидово.
30 сентября 1942 года назначен на должность командира 298-го стрелкового полка (186-я стрелковая дивизия), 23 ноября — на должность начальника штаба 186-й стрелковой дивизии, которая вела наступательные боевые действия на оленинском направлении. В период с 3 по 26 июля 1943 года полковник Н. П. Яцкевич исполнял должность командира этой же дивизии. 186-я стрелковая дивизия принимала участие в ходе Орловской наступательной операции.
В июне 1944 года назначен на должность заместителя командира 323-й стрелковой дивизии, которая вскоре принимала участие в ходе Минской наступательной операции и освобождении Минска. В январе 1945 года переведён на должность заместителя командира 77-й гвардейской стрелковой дивизии, участвовавшей в ходе Висло-Одерской наступательной операции
.
25 февраля года назначен на должность коменданта 115-го укреплённого района и вскоре принимал участие в Берлинской наступательной операции.

### Послевоенная карьера
После окончания войны находился на прежней должности.
В августе 1946 года назначен на должность заместителя командира 75-й стрелковой дивизии (4-я армия, Закавказский военный округ), дислоцированной в Нахичевани.
В октябре 1947 года направлен на учёбу на курсы усовершенствования командиров стрелковых дивизий Военной академии имени М. В. Фрунзе, после окончания которых в январе 1949 года назначен начальником штаба 26-й гвардейской стрелковой дивизии (36-й гвардейский стрелковый корпус, 11-я гвардейская армия, Прибалтийский военный округ), а в феврале 1950 года — на должность заместителя командира 5-й гвардейской стрелковой дивизии.
В декабре 1952 года освобождён от занимаемой должности и в январе 1953 года назначен военным комендантом 130-й окружной Лейпцигской военной комендатуры. В мае 1954 года освобождён от должности, после чего находился в распоряжении главкома Группы советских войск в Германии.
Полковник Николай Прохорович Яцкевич 29 июня 1954 года вышел в запас. 
Умер 28 января 1959 года в Москве.

## Награды
- Орден Ленина (21.02.1945);
- Три ордена Красного Знамени (06.09.1944, 03.11.1944, 19.11.1951);
- Орден Суворова 2 степени (31.05.1945);
- Орден Богдана Хмельницкого 2 степени (06.04.1945);
- Орден Отечественной войны 1 (12.08.1943) и 2 степени (13.05.1945);
- Орден Красной Звезды (14.02.1944);
- Медали.